# Ражево
Ра́жево — село в Голышмановском городском округе Тюменской области России. Административный центр Ражевского сельского поселения

## География
Село находится в южной части Тюменской области, в лесостепной зоне, в пределах Ишимской равнины, на берегах реки Емец, на расстоянии примерно 25 километров (по прямой) к юго-юго-востоку (SSE) от Голышманова, административного центра района. Абсолютная высота — 106 метров над уровнем моря.
Климат
Климат резко континентальный с суровой холодной зимой и относительно коротким жарким летом. Средняя температура воздуха самого тёплого месяца (июля) составляет 18 °C (абсолютный максимум — 38,4 °C); самого холодного (января) — −18,7 °C (абсолютный минимум — −47,3 °C). Среднегодовое количество атмосферных осадков составляет 524 мм, из которых 70 % выпадает в период с мая по сентябрь.
Часовой пояс
Село Ражево, как и вся Тюменская область, находится в часовой зоне МСК+2. Смещение применяемого времени относительно UTC составляет +5:00.

## История
Первыми жителями Ражево были беглые казаки с Дона, они и дали ему название. В 1855 г. открыли министерскую школу. Через год построили церковь. Церковно-приходская школа была открыта в 1856 г., в ней работал один учитель.
По данным 1904 г., в Ражево была церковь (построена в 1882 г.), волостное управление (с почтовыми операциями), торговая лавка, хлебозапасный магазин, салотопня, скотобойня, кузница,
В 1919 г. образовали сельский совет. В 1929 г. создали коммуну имени 1 Мая, которая переросла в колхоз. В 1930 г. получили два колесных трактора. В 1935 г. организовали Ражевскую машинотракторную станцию - МТС
В 1961 г. Ражево стало центром большого одноименного совхоза. На территории находилось 14 населенных пунктов, 11 самостоятельных отделений. Колхозы передали хозяйству 83 трактора, 45 комбайнов. В штате хозяйства - 966 человек. Потом была череда реформации. В течение семи лет «Ражевский» был головным хозяйством фирмы «Руно»
До сентября 2018 года являлось административным центром Ражевского сельского поселения.

## Население
| 2010 |
| ---- |
| 786  |

Половой состав
По данным Всероссийской переписи населения 2010 года в половой структуре населения мужчины составляли 46,3 %, женщины — соответственно 53,7 %.
Национальный состав
Согласно результатам переписи 2002 года, в национальной структуре населения русские составляли 89 % из 754 чел.